# Église Saint-Julien-de-Brioude de Marolles-en-Brie
L'église Saint-Julien-de-Brioude est une église française située à Marolles-en-Brie (Val-de-Marne), dédiée à saint Julien de Brioude.

## Historique
L'église s'élève à l'emplacement d'une ancienne chapelle carolingienne datant du IXe siècle. De cette chapelle subsiste en particulier le mur nord de la nef.

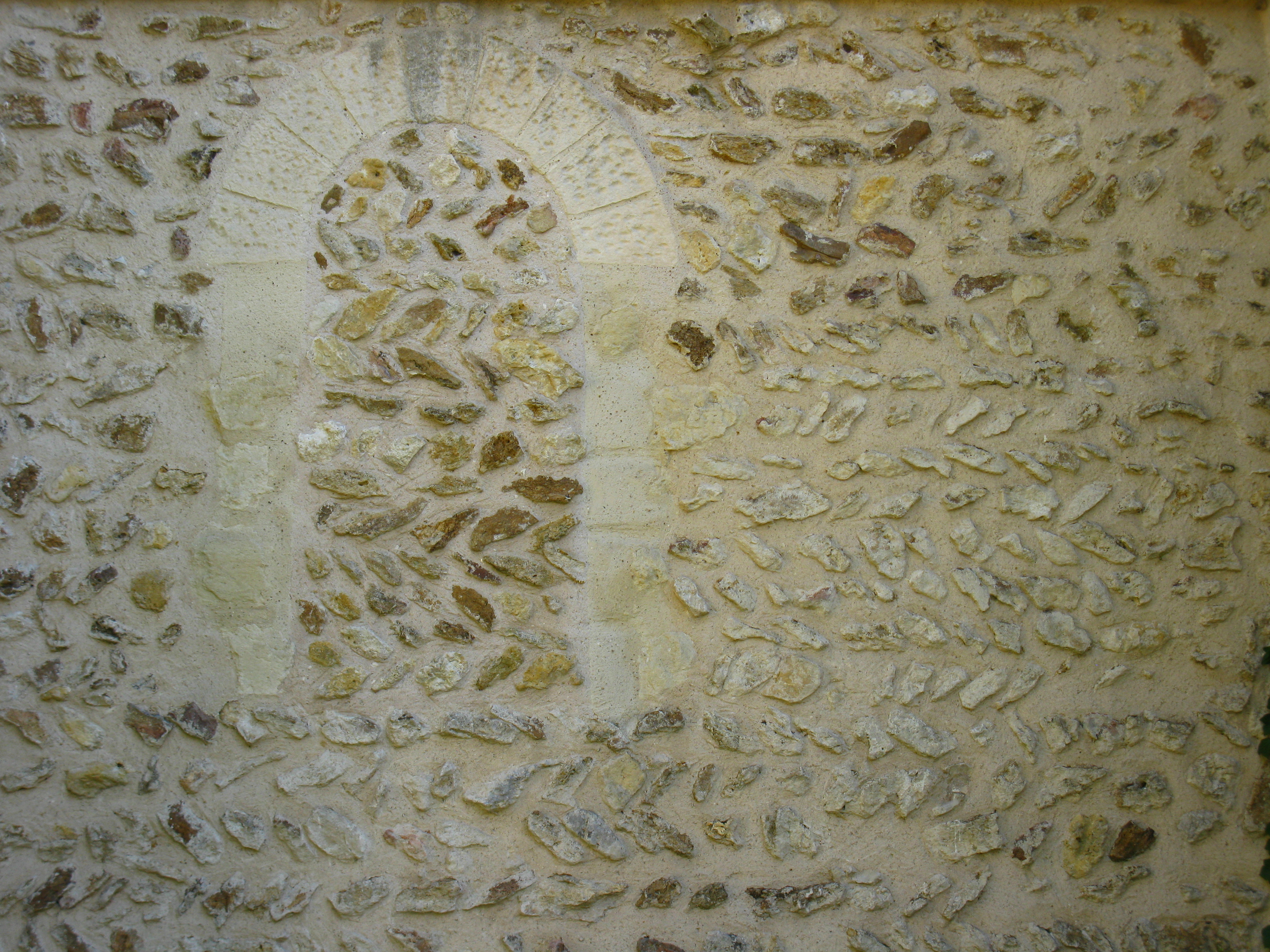
Mur nord de la nef, aux pierres disposées en opus spicatum.

À la fin du XIe siècle, l'archidiacre de Brie, Dreux de Mello, donne les terres marollaises à l'évêché de Paris. Celui-ci les confie en 1117 au prieuré Saint-Martin-des-Champs ; plusieurs moines de cette institution viennent à Marolles constituer un prieuré et reconstruire l'église, à l'emplacement de la précédente. C'est ainsi que sont construits le transept, le chœur, les absidioles et le clocher, au début du XIIe siècle.
Au XVIIe siècle, une nouvelle nef est construite au-dessus de la nef carolingienne, qui est partiellement abattue. Quatre travées lui sont ajoutées au XVIIIe siècle. En 1870, l'absidiole Nord s'effondre.
Au XXe siècle, après la Deuxième Guerre mondiale, un porche est ajouté, décoré d'une statue en bois signée Charles Jacob représentant une Vierge à l'enfant.
Dans les années 1970, des fouilles permettent notamment de retrouver le sol originel de l'église et les squelettes des moines fondateurs. L'église est restaurée de 2007 à 2008.

## Description
L'église témoigne de la transition entre les styles roman et gothique. L'extérieur, roman, est flanqué de nombreux contreforts. Dans le chœur, en revanche, on trouve l'une des premières voûtes en croisée d'ogives de la région parisienne, caractéristique du style gothique.
Le chœur et la chapelle sud possèdent des chapiteaux ornés d'une quarantaine de motifs variés (animaux, monstres, scènes bibliques et décors végétaux en particulier). Datant de la première moitié du XIIe siècle, ils se situent également à la limite entre les styles roman et gothique.
L'autel du XIIe siècle a été retrouvé au milieu du XXe siècle et remis à sa place originelle, dans l'abside du chœur. L'église possède également un autel moderne, conçu par le sculpteur Vincent Guiro et installé en 2008.
Le vitrail de la fenêtre centrale du chœur représente le motif du Bon Pasteur. Il a été réalisé par le maître-verrier Albert Martine, d'après un carton de Maurice Denis datant de 1943.